# 李錫
李 錫（イ・ソク、朝鮮語: 이석、1941年8月30日 - ）は、朝鮮国と大韓帝国の君主家だった李氏（全州李氏）の子孫。最後の朝鮮国王にして初代韓国皇帝である高宗の五男・義王李堈の庶出の十男（十一男）。歌手であり、「歌うプリンス」などのあだ名で知られる。全州大学校の教授（歴史学）。
韓国における帝位請求者の一人であり、立憲君主制の導入、あるいは大統領制を維持しつつ象徴的存在として皇室を復活させることを主張する。「朝鮮皇室復元運動」を行う「皇室文化財団（황실문화재단）」を2006年8月に創設し、その総裁を務める。
民泊施設「承光斎」を運営しており、これまでに盧武鉉元大統領や文在寅大統領夫妻、朴元淳ソウル市長、ハリー・ハリス駐韓アメリカ大使などの訪問を受けている。
2016年6月、鬱陵郡の郡守から「独島広報大使」に任命された。

## 半生

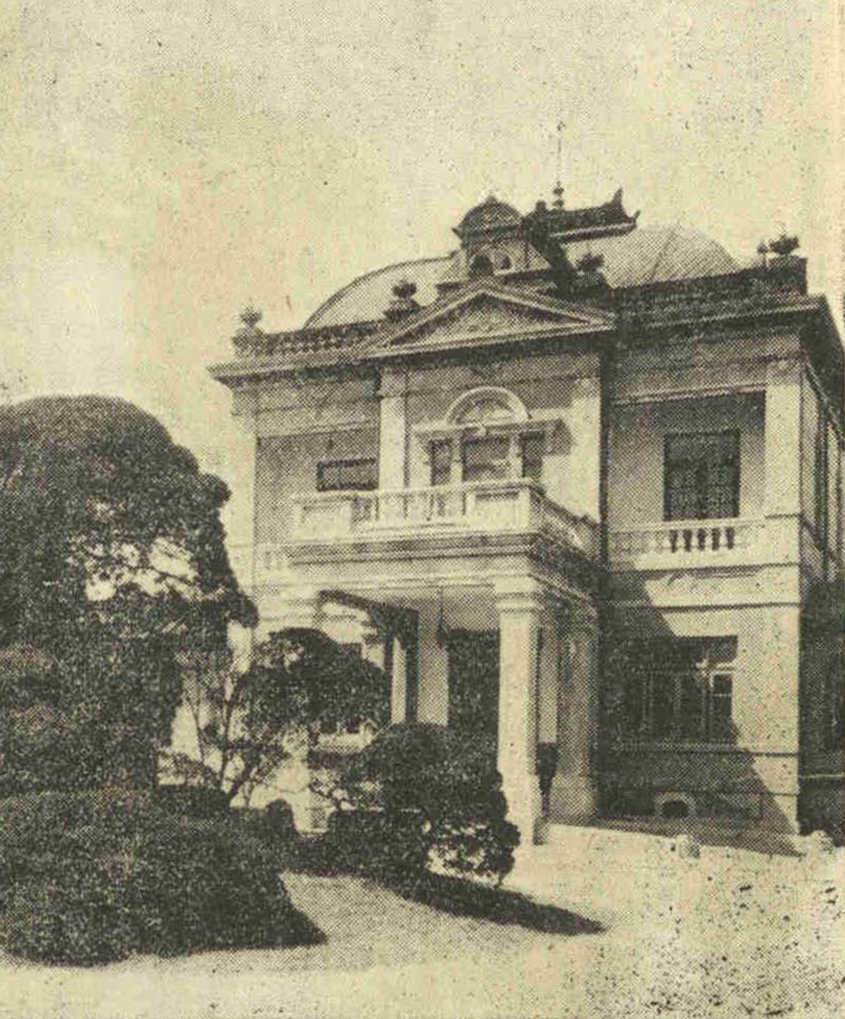
寺洞宮（1937年）

日本統治時代の朝鮮において、1941年8月30日に誕生した。父の李堈が62歳のときに19歳の母に産ませた息子である。当時の李堈は日本の公族であり、隠居した公であった。多くの子を儲けたが、公を継いだ李鍵と雲峴宮家の養子になった李鍝以外の子は公族とされなかった。
出生地である寺洞宮（サドングン）は、1945年の独立後に跡形もなくなった。朝鮮戦争が勃発すると、家族とともに安国洞（アングクドン）にあった離宮を離れ、避難民のような生活を送った。
1960年代に宮殿から追い出され、深刻な生活苦に陥った。韓国政府による旧皇族への援助が打ち切られた後は、さまざまな仕事を試みた。ベトナム戦争に従軍した経験があり、李錫が負傷して帰国したのを見た母は、ショックで神経性胃がんになり、そのまま死去したという。母の死後である26歳の時から、9回にわたって自殺を試みたという。一時期はアメリカに移住し、不法滞在者として芝刈りや、プールやビルの清掃などの仕事をした。
1970年代になると、その存在を知られるようになった。韓国で歌手としての活動を開始したためであるが、李錫は2014年に「生活のために歌った」「皇孫に生まれたことを悲観した」と当時の心境を回想している。
2004年4月、長女・李泓が『SBS歌謡ショー』で歌手デビューを果たすと、李錫は娘と共演してこれを祝った。
2004年8月から、全州市韓屋村にある「承光斎（승광재、スングァンジェ、SeungGwangJae）」に居住する。「承光斎」は、大韓帝国への国号改称が行われた高宗の元号「光武」を継承するという意味を込めて命名された、全州市が李錫のために利用可能にした伝統的な韓国の木造住宅であり、李錫はそれを「賃貸」して後援会と共に民泊施設を運営している。
ギャラリー：承光斎（승광재）の風景

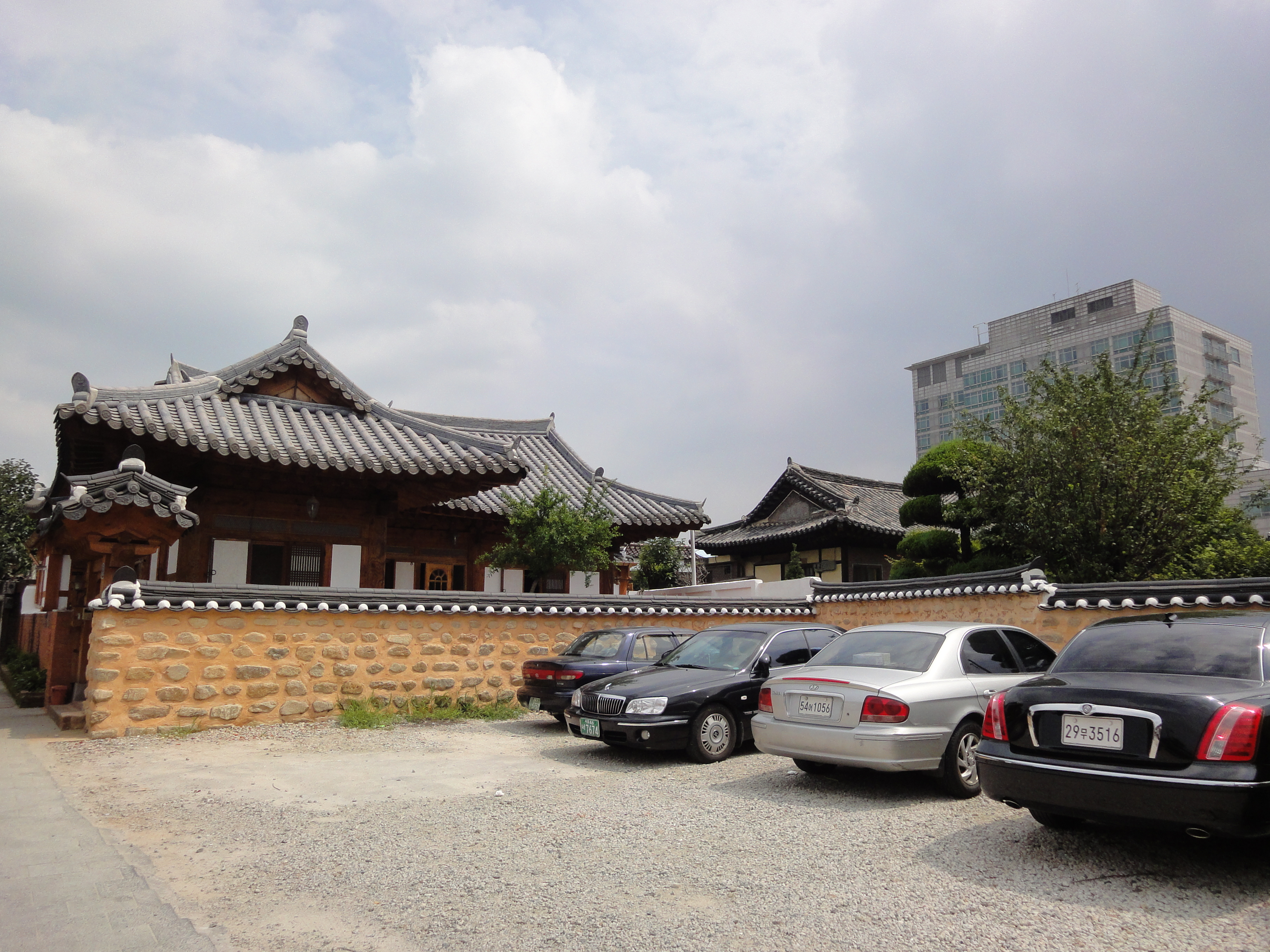
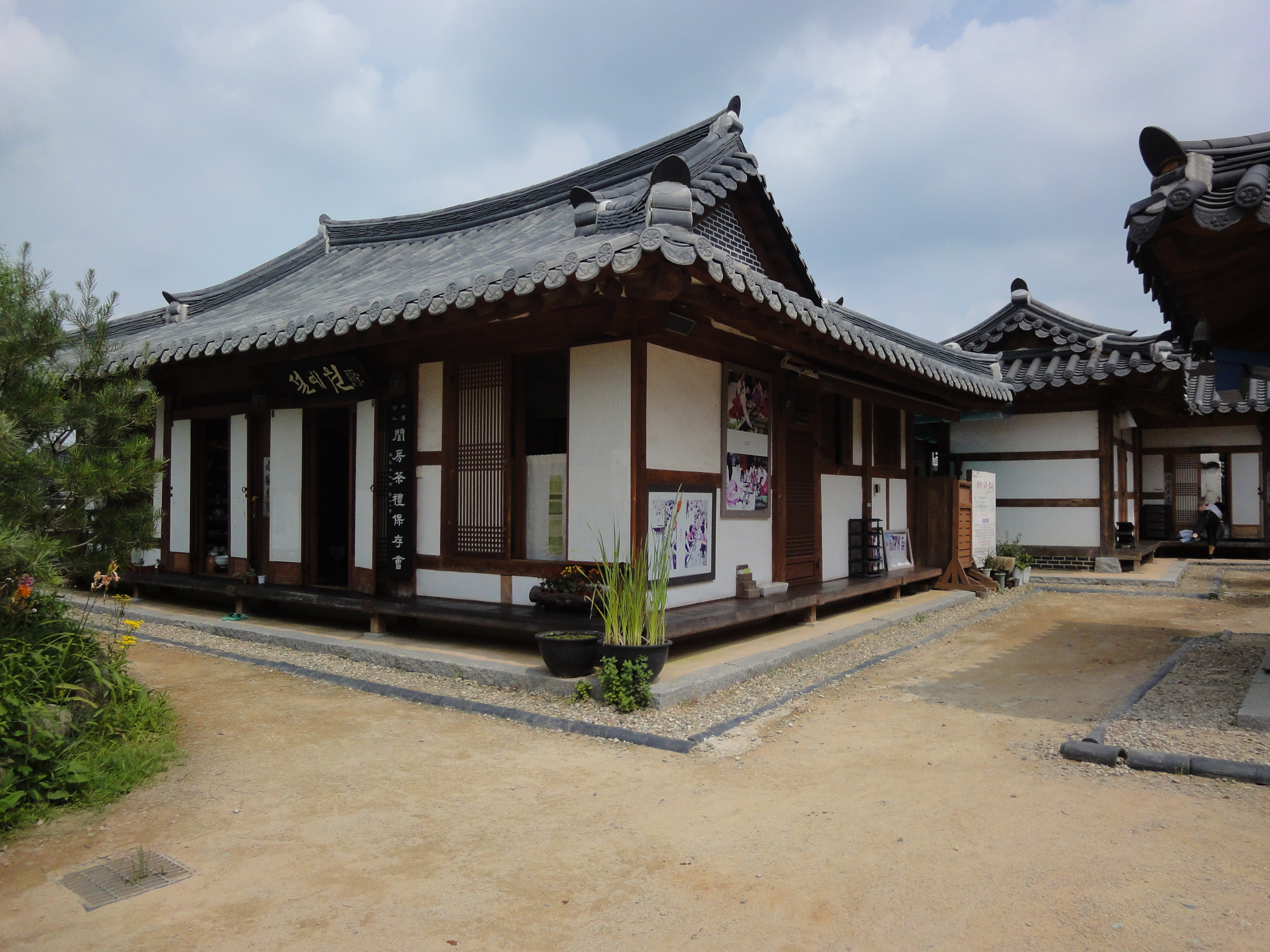

2005年7月16日に従兄弟にあたる当主・李玖が嗣子無くして薨去すると、「全州李氏大同宗約院」は22日に李源（李錫のすぐ上の兄・李鉀の長男）を李玖の養子に決定した。これに対して李錫は「葬儀も終えていないのに、養子を入れるとは話にならない」と激怒し、李源の家督相続に賛同した一族は道理に反しているとして、自分こそが当主であると称するようになった。
2006年7月5日、長女・李泓とともに映画『韓半島 -HANBANDO-』の特別試写会に参加した。同年8月、「朝鮮皇室復元運動」を推進する「皇室文化財団」を創設し、その総裁に就任した。

2009年10月9日、ソウル特別市・光化門広場にて世宗大王像の除幕式が行われた。李錫が2014年9月4日にテレビ出演して語ったところによれば、世宗大王の肖像画が現存しないため、この銅像制作に際して李錫の顔と冠岳山にある孝寧大君像が参考にされたという。
2016年6月、鬱陵郡の郡守から「独島広報大使」に任命された。
2018年8月7日、駐韓米国大使の「承光斎」訪問を初めて受けた。これに際して全州市長・金承洙は「皇孫は我々の歴史であり我々の精神だ。このように象徴的な空間に訪ねてくださった大使夫婦に深く感謝申し上げる」と発言している。

## 家族
4回の離婚を経験しており、現在の妻は18歳年下であるという。2人の娘がいる。
- 李泓：韓国の芸能人。俳優ハン・ヨングァン（朝鮮語版）と結婚
- 이진：陶芸家。

2018年10月6日、遠縁にあたる韓国系アメリカ人のアンドリュー・リー（Andrew Lee）を後継者に指名した。

## 系図
李錫の親類・近親・祖先の詳細
| 高宗 (王、皇帝、李太王) | 高宗 (王、皇帝、李太王) | 高宗 (王、皇帝、李太王) | 高宗 (王、皇帝、李太王) | 高宗 (王、皇帝、李太王) | 高宗 (王、皇帝、李太王) |  |  | 純宗 (皇帝、李王)       | 純宗 (皇帝、李王)       | 純宗 (皇帝、李王)       | 純宗 (皇帝、李王)       | 純宗 (皇帝、李王)       | 純宗 (皇帝、李王)       |  |  |                     |                     |                     |                     |                     |                     |  |  |                     |                     |                     |                     |                     |                     |
| 高宗 (王、皇帝、李太王) | 高宗 (王、皇帝、李太王) | 高宗 (王、皇帝、李太王) | 高宗 (王、皇帝、李太王) | 高宗 (王、皇帝、李太王) | 高宗 (王、皇帝、李太王) |  |  | 純宗 (皇帝、李王)       | 純宗 (皇帝、李王)       | 純宗 (皇帝、李王)       | 純宗 (皇帝、李王)       | 純宗 (皇帝、李王)       | 純宗 (皇帝、李王)       |  |  |                     |                     |                     |                     |                     |                     |  |  |                     |                     |                     |                     |                     |                     |
|                         |                         |                         |                         |                         |                         |  |  | 李墡 完王               |                         |                         |                         |                         |                         |  |  |                     |                     |                     |                     |                     |                     |  |  |                     |                     |                     |                     |                     |                     |
|                         |                         |                         |                         |                         |                         |  |  |                         |                         |                         |                         |                         |                         |  |  |                     |                     |                     |                     |                     |                     |  |  |                     |                     |                     |                     |                     |                     |
|                         |                         |                         |                         |                         |                         |  |  | 李堈 義王・公           | 李堈 義王・公           | 李堈 義王・公           | 李堈 義王・公           | 李堈 義王・公           | 李堈 義王・公           |  |  | 李鍵(桃山虔一) 公   | 李鍵(桃山虔一) 公   | 李鍵(桃山虔一) 公   | 李鍵(桃山虔一) 公   | 李鍵(桃山虔一) 公   | 李鍵(桃山虔一) 公   |  |  | 子女は 李氏を称さず | 子女は 李氏を称さず | 子女は 李氏を称さず | 子女は 李氏を称さず | 子女は 李氏を称さず | 子女は 李氏を称さず |
|                         |                         |                         |                         |                         |                         |  |  | 李堈 義王・公           | 李堈 義王・公           | 李堈 義王・公           | 李堈 義王・公           | 李堈 義王・公           | 李堈 義王・公           |  |  | 李鍵(桃山虔一) 公   | 李鍵(桃山虔一) 公   | 李鍵(桃山虔一) 公   | 李鍵(桃山虔一) 公   | 李鍵(桃山虔一) 公   | 李鍵(桃山虔一) 公   |  |  | 子女は 李氏を称さず | 子女は 李氏を称さず | 子女は 李氏を称さず | 子女は 李氏を称さず | 子女は 李氏を称さず | 子女は 李氏を称さず |
|                         |                         |                         |                         |                         |                         |  |  |                         |                         |                         |                         |                         |                         |  |  | 李鍝 公(埈鎔の養子) | 李鍝 公(埈鎔の養子) | 李鍝 公(埈鎔の養子) | 李鍝 公(埈鎔の養子) | 李鍝 公(埈鎔の養子) | 李鍝 公(埈鎔の養子) |  |  | 李淸                | 李淸                | 李淸                | 李淸                | 李淸                | 李淸                |
|                         |                         |                         |                         |                         |                         |  |  |                         |                         |                         |                         |                         |                         |  |  | 李鍝 公(埈鎔の養子) | 李鍝 公(埈鎔の養子) | 李鍝 公(埈鎔の養子) | 李鍝 公(埈鎔の養子) | 李鍝 公(埈鎔の養子) | 李鍝 公(埈鎔の養子) |  |  | 李淸                | 李淸                | 李淸                | 李淸                | 李淸                | 李淸                |
|                         |                         |                         |                         |                         |                         |  |  |                         |                         |                         |                         |                         |                         |  |  |                     |                     |                     |                     |                     |                     |  |  | 李淙                |                     |                     |                     |                     |                     |
|                         |                         |                         |                         |                         |                         |  |  |                         |                         |                         |                         |                         |                         |  |  |                     |                     |                     |                     |                     |                     |  |  |                     |                     |                     |                     |                     |                     |
|                         |                         |                         |                         |                         |                         |  |  |                         |                         |                         |                         |                         |                         |  |  | 李海瑗              |                     |                     |                     |                     |                     |  |  |                     |                     |                     |                     |                     |                     |
|                         |                         |                         |                         |                         |                         |  |  |                         |                         |                         |                         |                         |                         |  |  |                     |                     |                     |                     |                     |                     |  |  |                     |                     |                     |                     |                     |                     |
|                         |                         |                         |                         |                         |                         |  |  |                         |                         |                         |                         |                         |                         |  |  | 李鉀                | 李鉀                | 李鉀                | 李鉀                | 李鉀                | 李鉀                |  |  | 李源                | 李源                | 李源                | 李源                | 李源                | 李源                |
|                         |                         |                         |                         |                         |                         |  |  |                         |                         |                         |                         |                         |                         |  |  | 李鉀                | 李鉀                | 李鉀                | 李鉀                | 李鉀                | 李鉀                |  |  | 李源                | 李源                | 李源                | 李源                | 李源                | 李源                |
|                         |                         |                         |                         |                         |                         |  |  |                         |                         |                         |                         |                         |                         |  |  | 李錫                | 李錫                | 李錫                | 李錫                | 李錫                | 李錫                |  |  | 李泓                | 李泓                | 李泓                | 李泓                | 李泓                | 李泓                |
|                         |                         |                         |                         |                         |                         |  |  |                         |                         |                         |                         |                         |                         |  |  | 李錫                | 李錫                | 李錫                | 李錫                | 李錫                | 李錫                |  |  | 李泓                | 李泓                | 李泓                | 李泓                | 李泓                | 李泓                |
|                         |                         |                         |                         |                         |                         |  |  | 李垠 英王・皇太子・李王 | 李垠 英王・皇太子・李王 | 李垠 英王・皇太子・李王 | 李垠 英王・皇太子・李王 | 李垠 英王・皇太子・李王 | 李垠 英王・皇太子・李王 |  |  | 李晋                | 李晋                | 李晋                | 李晋                | 李晋                | 李晋                |  |  |                     |                     |                     |                     |                     |                     |
|                         |                         |                         |                         |                         |                         |  |  | 李垠 英王・皇太子・李王 | 李垠 英王・皇太子・李王 | 李垠 英王・皇太子・李王 | 李垠 英王・皇太子・李王 | 李垠 英王・皇太子・李王 | 李垠 英王・皇太子・李王 |  |  | 李晋                | 李晋                | 李晋                | 李晋                | 李晋                | 李晋                |  |  |                     |                     |                     |                     |                     |                     |
|                         |                         |                         |                         |                         |                         |  |  |                         |                         |                         |                         |                         |                         |  |  | 李玖 李王世子       |                     |                     |                     |                     |                     |  |  |                     |                     |                     |                     |                     |                     |
|                         |                         |                         |                         |                         |                         |  |  |                         |                         |                         |                         |                         |                         |  |  |                     |                     |                     |                     |                     |                     |  |  |                     |                     |                     |                     |                     |                     |
|                         |                         |                         |                         |                         |                         |  |  | 李徳恵                  |                         |                         |                         |                         |                         |  |  |                     |                     |                     |                     |                     |                     |  |  |                     |                     |                     |                     |                     |                     |
|                         |                         |                         |                         |                         |                         |  |  |                         |                         |                         |                         |                         |                         |  |  |                     |                     |                     |                     |                     |                     |  |  |                     |                     |                     |                     |                     |                     |